# صلاح الدين الخليفي
صلاح الدين الخليفي (بالفرنسية: Salahiddine Khlifi)‏ مواليد 14 مارس 1979 في سيدي بوقنادل، المغرب، هو لاعب كرة قدم مغربي يلعب مع نادي شباب الريف الحسيمي كلاعب وسط.

## المسيرة الاحترافية

### أندية لعب لها
- النادي القنيطري
- نادي نوشاتل زاماكس
- نادي الاتحاد (السعودية)
- نادي القادسية (السعودية)
- نادي الوداد الفاسي
- نادي حسنية أكادير
- النادي المكناسي
- نادي شباب الريف الحسيمي